# Bonifatius-Route
Koordinaten: 50° 33′ 16,7″ N, 9° 40′ 21,7″ O

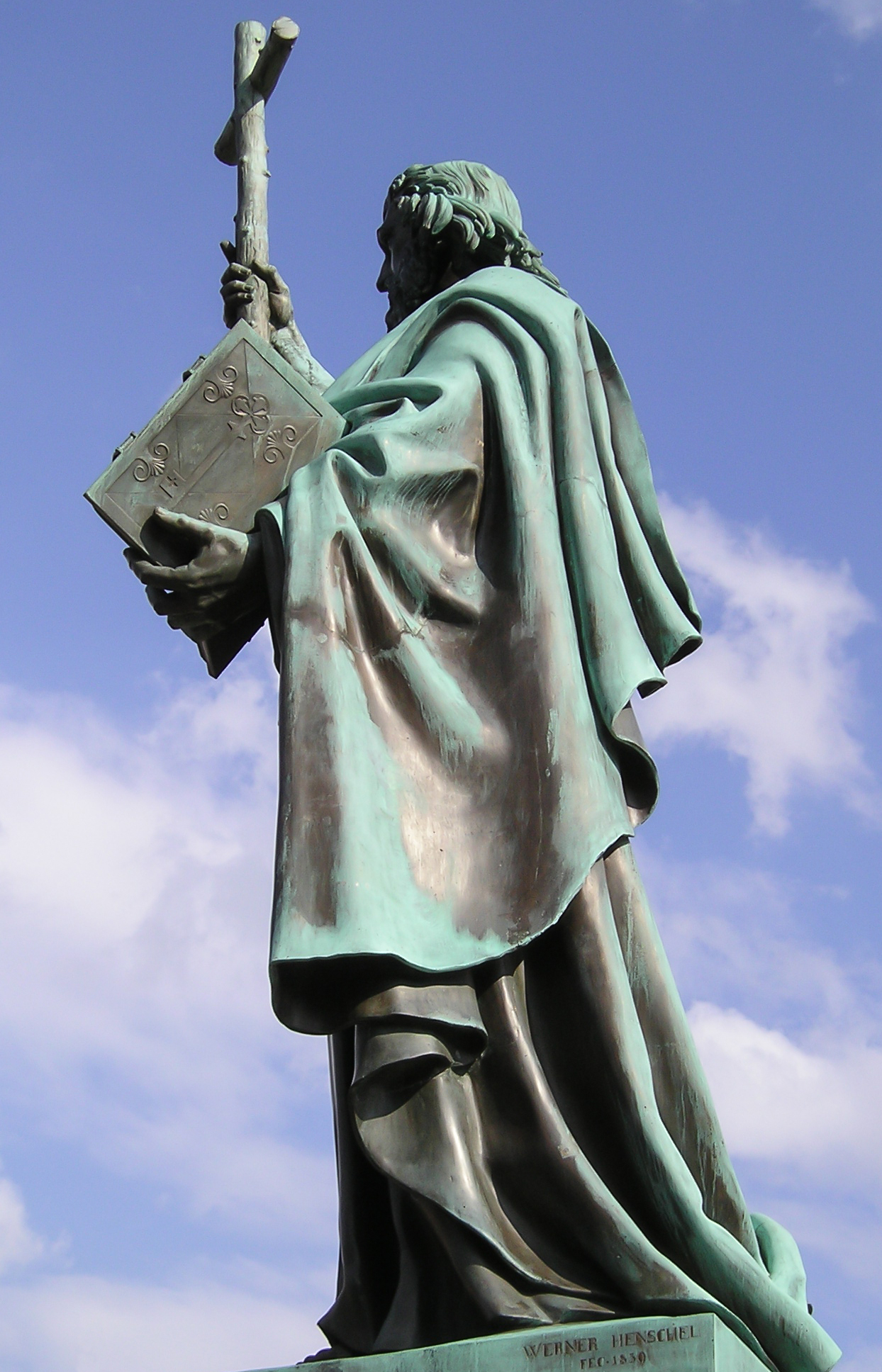
Bonifatiusstatue in Fulda

Die Bonifatius-Route ist ein 2004 angelegter, 172 km langer Pilger- und Wanderweg, der auf den Spuren des Leichenzuges des heiligen Bonifatius von Mainz zu seiner Wunschruhestätte in Fulda führt. Am 10. Juli 2004, zur 1250-jährigen Wiederkehr der Überführung des Leichnams im Jahre 754, wurde die Route mit einer sich anschließenden zweiwöchigen Erstbegehung eröffnet.

## Beschreibung

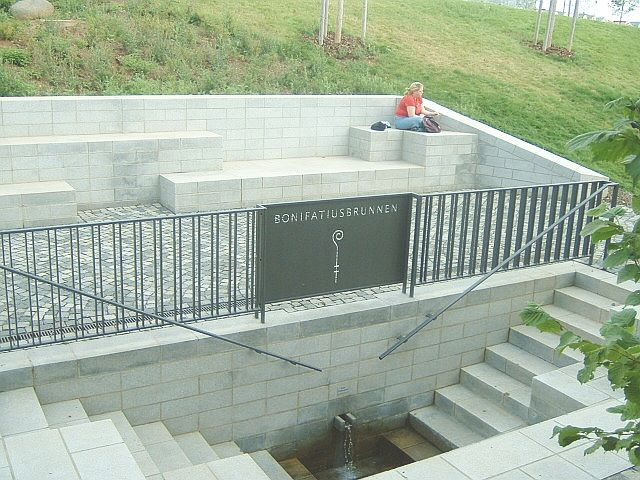
Der Bonifatiusbrunnen unterhalb der Kalbacher Höhe

Die Route ist angelehnt an den mittelalterlichen Bonifatiusweg, der dem Weg des Leichenzugs des heiligen Bonifatius folgt. Mit einigen Abweichungen wurden bewusst die in der Nähe liegenden Sehenswürdigkeiten in die Route mit einbezogen und erschlossen. Es wurden auch Orte, in denen es Übernachtungsmöglichkeiten und Restaurants gibt, angebunden. Streckenweise ist der Bonifatiusweg zum Wandern ungeeignet, da er durch Industriegebiete oder auf der Autobahn A 66 verläuft und so touristisch eher uninteressant ist. Bonifatiusweg und Bonifatiusroute sind ab Glauberg praktisch identisch. Bis dorthin wurde jedoch darauf geachtet, dass diejenigen Orte, durch die der Leichenzug mit Sicherheit gezogen ist, angesteuert werden.

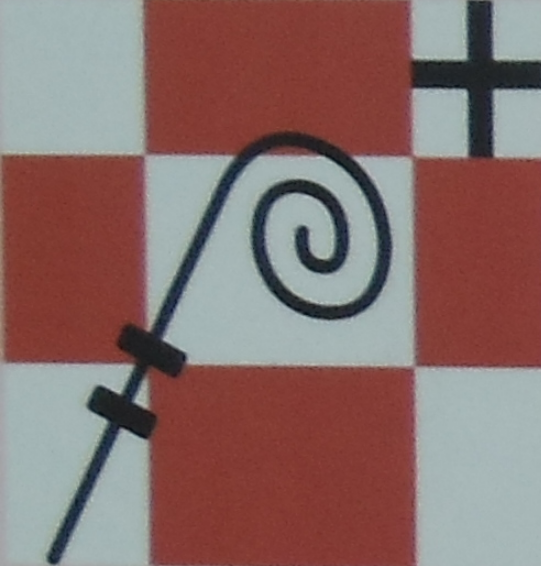
Wegzeichen

Die Route ist durch Wegzeichen, mit einem großen roten Kreuz und mit einem kleinen schwarzen Kreuz und einem schwarzen Bischofsstab, gekennzeichnet. An bedeutenden Orten sind Informationstafeln angebracht. Der Verein der Bonifatius-Route e. V. bietet einen offiziellen Pilgerpass an. An Zwischenstationen, Touristeninformationen, Pensionen und Hotels entlang der Bonifatius-Route kann dieser abgestempelt werden.

## Verlauf
In Mainz startend verläuft die Bonifatius-Route über die Theodor-Heuss-Brücke in den Wiesbadener Bezirk Mainz-Kastel. Danach geht es über Mainz-Kostheim nach Hochheim, Wicker, Bad Weilbach, Weilbach, Kriftel nach Frankfurt-Zeilsheim. Jetzt entfernt man sich etwas vom historischen Weg, damit man nicht an der A66 entlang wandert. So führt die Route jetzt über Liederbach am Taunus, Oberliederbach, Sulzbach, Eschborn, Frankfurt-Niederursel, Frankfurt-Bonames, Frankfurt-Harheim, Frankfurt-Nieder-Erlenbach nach Dortelweil. In der Wetterau geht es nun über Klein-Karben nach Büdesheim, Heldenbergen, Windecken, Kloster Engelthal, Altenstadt, Rommelhausen, Düdelsheim, Glauburg, Kloster Konradsdorf, Eckartsborn, Lißberg, nach Hirzenhain. Nun geht es über Burkhards im Vogelsberg nach Sichenhausen und der Wandernde erreicht am Hoherodskopf im Oberwaldgebiet mit 679 m den höchstgelegenen Punkt der Route. Von hier verläuft der Pilgerweg über Ilbeshausen-Hochwaldhausen und durch die Gemarkung Herbstein über Blankenau und Hainzell zur Wallfahrtskirche Kleinheiligkreuz bei Kleinlüder. Die nächsten Stationen sind die Schnepfenkapelle bei Bimbach und die Schulzenbergkapelle bei Fulda-Haimbach, ehe dann Fulda mit der Krypta im Dom erreicht wird.

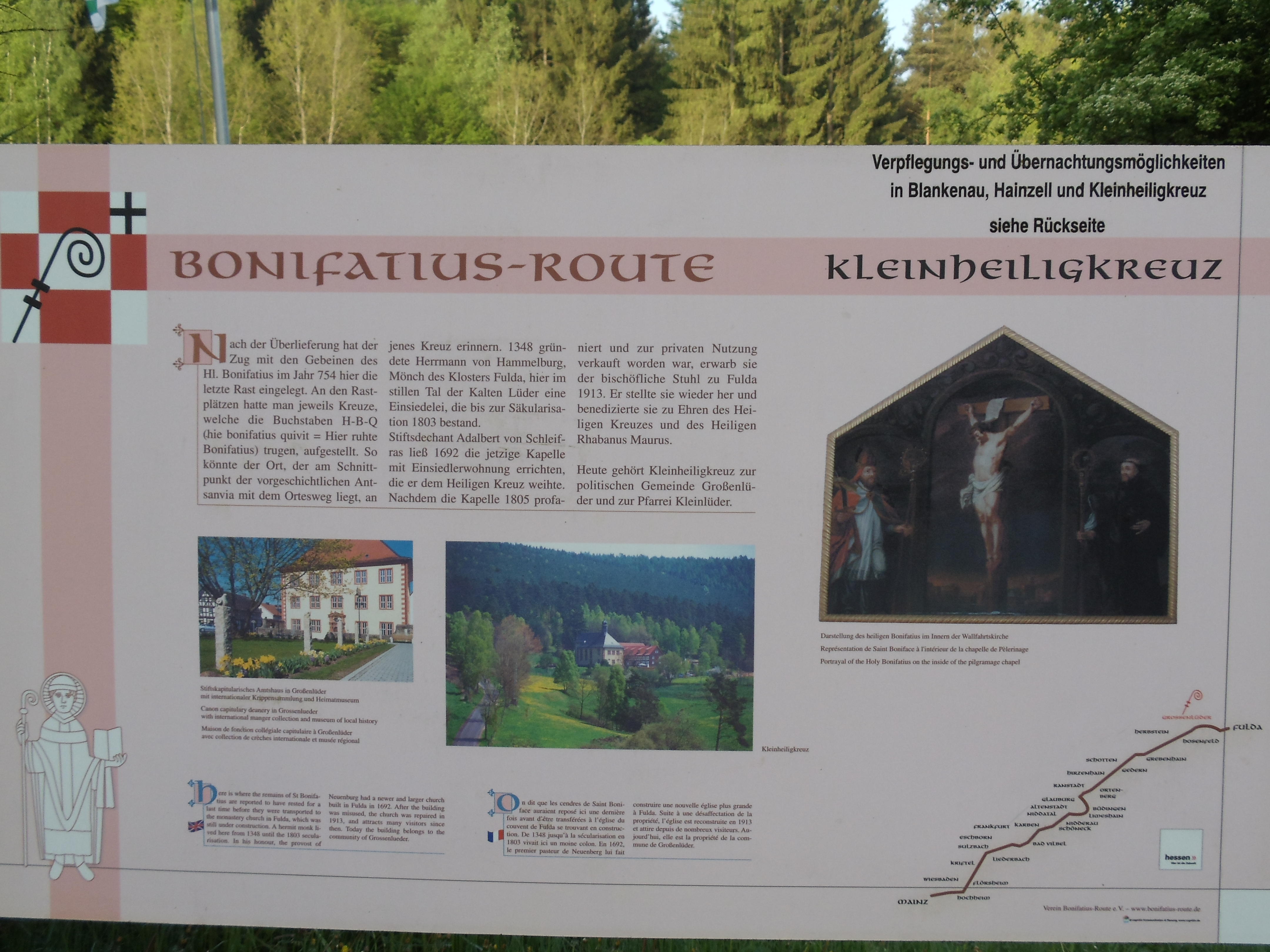
Informationstafel in Kleinheiligkreuz